# Flo Gennaro
Flo Gennaro (Rosario, 9 de enero de 1991) es una modelo argentina.

## Carrera
Flo hizo su debut en las pasarelas internacionales en la temporada Otoño/Invierno 2007, para las marcas Duro Olowu, Jonathan Saunders, Roksanda Ilincic y Topshop.
Gennaro modeló para Ann Demeulemeester, Christian Dior, Costello Tagliapietra, Doo.Ri, Lanvin, Louis Vuitton, Marni y Nina Ricci.
También apareció en las portadas de D Magazine, Qvest y Vogue Girl. Fue nombrada como una de las Top 10 modelos de la temporada Primavera/Verano 2008 por V.
- Datos: Q3746631
- Multimedia: Flo Gennaro / Q3746631